# Вачуку, Жажа
Жажа Ануча Ндубуиси Вачуку (англ. Jaja Anucha Ndubuisi Wachuku; 1 января 1918, Нбавси, Абия, Колониальная Нигерия — 7 ноября 1996, Энугу, Нигерия) — нигерийский государственный деятель, министр иностранных дел Нигерии (1961—1965).

## Биография

### Ранние годы и начало карьеры
Родился в семье Верховного вождя группы нгва народности игбо Нгва Джосайи Ндубуиси Вачуку. В 1936 г. окончил колледж Умуахии в штате Абия, в 1937 г. — Yaba Higher College в Лагосе. Затем, получив стипендию, продолжил обучение в Тринити-колледже Университета Дублина, Ирландия, там он стал первым золотым медалистом из числа студентов из Африки. До возвращения в Нигерию в 1947 г. занимался юридической практикой в Дублине, став бакалавром права в римском праве, конституционном праве и уголовном праве. Одновременно был научным сотрудником на кафедре международного права Тринити-колледжа. С 1947 г. и до конца жизни имел статус адвоката и адвоката при Верховного суда Нигерии. Он также имел практику в Западноафриканском апелляционном суде.
В Дублине стал членом исполкома студенческого христианского движения. С 1939 по 1943 гг. был секретарем Ассоциации студентов африканского происхождения (ASAD) в Ирландии. В 1944 г. был избран президентом Ассоциации. В 1943—1945 гг. также являлся секретарь основанного им Дублинского Международного клуба, в 1945—1947 гг. — президентом данного клуба. В 1947 г. вернулся в Нигерию, чтобы включиться в борьбу за независимость страны от Великобритании. В том же году был включен в состав паннигерийской делегации, отправившейся в Лондон, чтобы отстаивать конституционные реформы в Нигерии.
По возвращении присоединился к Национальному совету Нигерии и Камеруна (NCNC), став его юрисконсультом и членом Национального исполнительного комитета. В 1949 г. он основал радикальное молодёжное движение, Новую африканскую партию (NAP), аффилированную с NCNC: Выступив соучредителем и акционером Африканского Континентального банка (ACB), он с 1948 по 1952 гг. был его директором.

### После признания независимости Нигерии
В 1951 г. был избран членом Народного конгресса Восточного региона, а в 1952 г. — членом федеральной Палаты представителей. В 1952—1953 гг. — заместитель лидера NCNC и председатель парламентской фракции. В 1953 г. являлся заместителем делегата на конституционной конференции в Лондоне советником Партии независимости Нигерии.
В 1954 и в 1959 г. был переизбран членом Палаты представителей, став членом Объединённой партии национальной независимости (ЮНИП). В 1957—1959 гг. был членом совета электроэнергетической корпорации Нигерии (ECN).
В 1958—1959 гг. являлся председателем Делового Совета в Палате представителей Нигерии.
- 1959—1960 гг. — спикер Палаты представителей Нигерии, став первым представителем местного населения на этом посту,
- 1960—1961 гг. — посол в США. на этом посту 7 октября 1960 поднял флаг Нигерии как 99-го государства-члена Организации Объединённых Наций, став одновременно первым представителем Нигерии при ООН.
- 1961 г. — министр экономического развития,
- 1961—1965 гг. — министр иностранных дел Нигерии. На этом посту организовал Афро-Азиатский группу государств, содействовал избранию Либерии непостоянным членом Совета Безопасности ООН, внес поправки к Уставу ООН, чтобы увеличить число стран в Совете Безопасности с одиннадцати до пятнадцати, чтобы обеспечить там представительство африканских наций. Также инициировал консультации с властями США и Великобритании, чтобы не допустить казни Нельсона Манделы.

В 1966 г. сложил с себя депутатские полномочия в знак протеста против военного переворота во главе с Патриком Чукумой Нзеогву.
В 1965—1966 гг. — министр авиации Нигерии. На этом посту существенно улучшил правовое регулирование в отрасли, инициировал учебные для летчиков и специалистов наземных служб, организовал авиационный учебный центр «Зариа». После его решения об отставке главы Нигерийских авиалиний Блэнксона разгорелся острый кризис, поскольку тот пригрозил выходом своих союзников из правительства. Однако в январе 1966 г. произошёл военный переворот во главе с Джонсоном Агийи-Иронси, приведший к роспуску всего кабинета.

### В отставке и работа в Сенате
Политик вернулся в свой родной город в штате Абия и в ходе Биафрской войны (1967—1970) пытался защитить интересы своего народа игбо. В результате произошёл его конфликт с самопровозглашенным правительством Биафры во главе с Одумегву Оджукву в результате чего он был арестован и задержан силами Оджукву. Был освобожден в конце войны. Занимался юридической практикой.
В 1970—1978 гг. — председатель городского совета Нбаси и Умоуэменты, также выступил одним из основателей Движения за создание штата Имо и лидером, вплоть до своей смерти, Движения за создание государства Абия.
Во время второй республики (1979—1984) представлял Народную партию Нигерии (NPP), дважды (1978 и 1983) избирался сенатором представляя. В Сенате он стал лидером фракции Народной партии и председателем комитета по международным делам. В этот период он предпринял секретные поездки в Южную Африку для встречи с президентом Питером Ботой, чтобы оказать на него давление с целью демонтажа системы апартеида и освобождения Нельсона Манделы и других политических заключенных.